# Robert Kirshner
Pour les articles homonymes, voir Kirshner.
Robert Kirshner, né le 15 août 1949 à Long Branch (New Jersey), est professeur Clowes de sciences au Harvard-Smithsonian Center for Astrophysics à l'université Harvard. Il a travaillé dans différents domaines de l'astronomie y compris la physique des supernovas, les rémanents de supernovas, les structures à grande échelle de l'Univers, et l'utilisation des supernovas pour la mesure de l'expansion de l'Univers.
En 1981, avec Augustus Oemler, Jr., Paul Schechter et Stephen Shectman, Kirshner découvrit le Vide du Bouvier lors d'un relevé des décalages vers le rouge des galaxies. Kirschner était membre du High-Z supernovae search team, qui se servait des observations des supernovas extragalactiques pour découvrir l'accélération de l'expansion de l'univers. Cette accélération universelle implique l'existence d'énergie sombre et fut désignée comme la percée scientifique la plus importante de 1988 par le magazine Science. Pour ce travail, il reçut avec d'autres le prix Peter-Gruber de cosmologie en 2007.
Il est l'auteur de The Extravagant Universe: Exploding Stars, Dark Energy, and the Accelerating Cosmos (2002;  (ISBN 978-0-691-05862-7)). Il est membre de l'Académie américaine des Sciences depuis 1998. Il est président de l'American Astronomical Society depuis 2004–2006. 
Il est titulaire depuis 1970 d'un diplôme undergraduate en astronomie, obtenu magna cum laude à l'université Harvard et a obtenu son Ph.D., également en astronomie,  au Caltech. Avant de rejoindre Harvard en 1985, il a travaillé à l'observatoire de Kitt Peak et enseigné à l'université du Michigan pendant neuf ans.
Il était maître de maison de Quicy House, l'une des 12 maisons d'accueil d'étudiants, avec son épouse, l'écrivaine Jayne Loader, jusqu'à sa démission en août 2007. Il est également le père de l'auteure de textes de télévision Rebecca Rand Kirshner.